# Cordylancistrus nephelion
Cordylancistrus nephelion is een straalvinnige vissensoort uit de familie van de harnasmeervallen (Loricariidae). De wetenschappelijke naam van de soort is voor het eerst geldig gepubliceerd in 2006 door Provenzano & Milani.